# First Person View

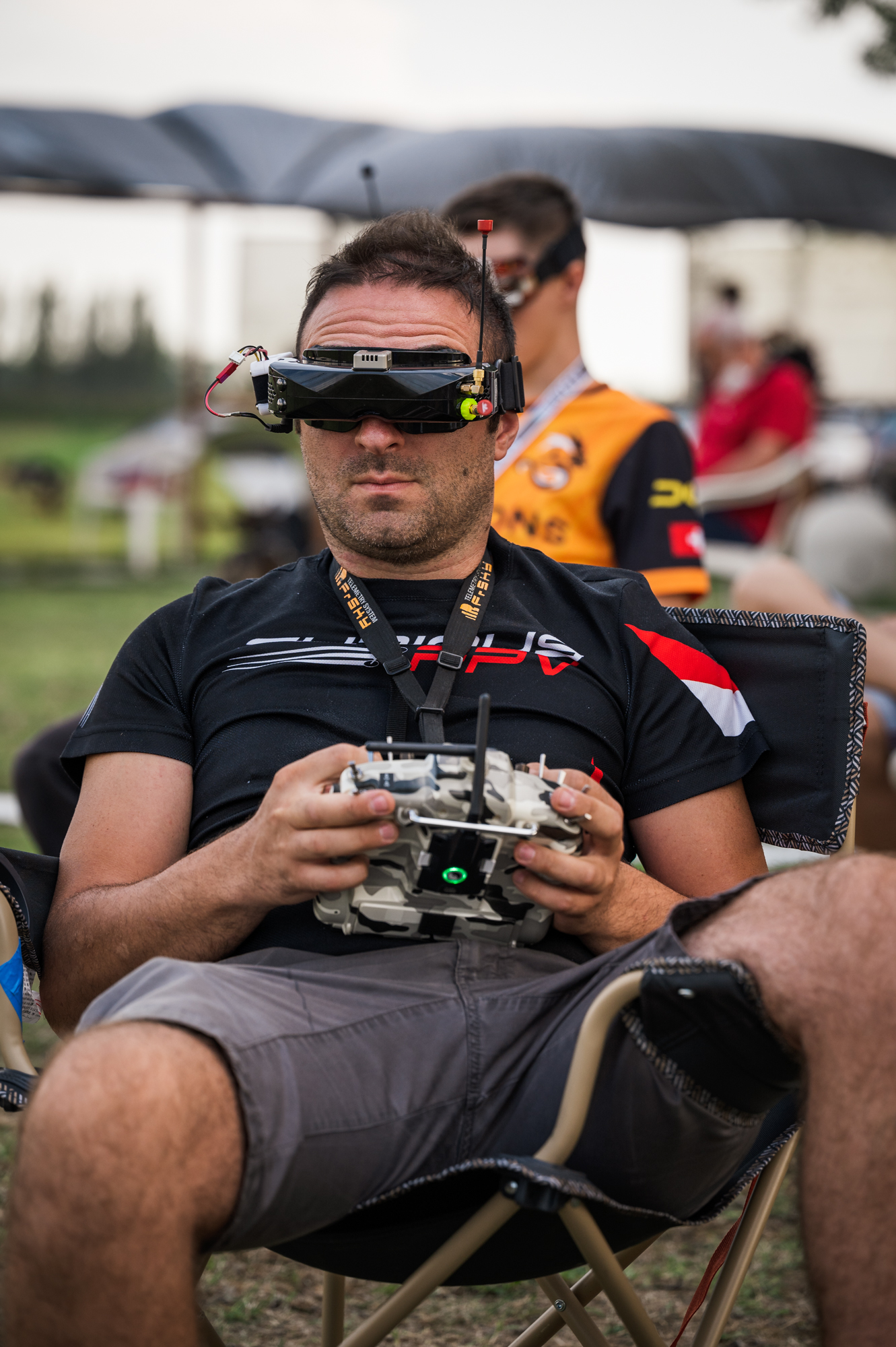
FPV-Pilot

First Person View (englisch first person view, frei übersetzt: Sicht aus der Ich-Perspektive‘; abgekürzt FPV) bezeichnet eine Variante des RC-Modellbaus, bei der das Modell mittels Kameratechnik aus der Perspektive des ferngesteuerten Modells wie aus der Sicht eines Fahrers/Piloten gesteuert wird (auch Kameraflug oder Immersionsflug genannt). FPV kann bei allen Arten von RC-Modellen eingesetzt werden, auch bei militärischen Drohnen.
In einigen Staaten gibt es  rechtliche Beschränkungen beim Einsatz von FPV-gesteuerten Modellen.

## Passives FPV
Bei dieser Variante wird am Modell eine Kamera installiert, die auf einem Datenspeicher einen Film aufnimmt. So kann man sich die Fahrt oder den Flug anschließend aus der Ich-Perspektive anschauen. Der technische Aufwand für passives FPV ist gering: man braucht lediglich eine Kamera, die die Videosequenzen speichert. Es gibt zahlreiche Dashcams und Action-Camcorder (auch GoPros genannt).

## Aktives FPV
Die Ich-Perspektive (FPV) wird durch eine (zum Beispiel im Cockpit des RC-Modells eingebaute) Kamera erreicht. Die Signale der Bordkamera werden über einen Sender an einen Empfänger zum RC-Piloten gesendet. Hier wird das Signal wieder umgewandelt und die Bilder der Kamera in Echtzeit auf einem Bildschirm (beispielsweise Notebook oder Videobrille) dargestellt. Die Übertragung ist fast immer analog und findet so schnell statt, dass eine Verzögerung für den Piloten nicht wahrnehmbar ist. So entsteht der Eindruck, selbst als Pilot im Flugzeug zu sitzen; man steuert das Modell direkt. Es gibt auch schwenkbare Kameras, die z. T. direkt über die Kopfbewegungen des Piloten gesteuert werden, so dass die Immersion noch vollständiger wird.

Beim aktiven FPV werden folgende Komponenten benötigt:

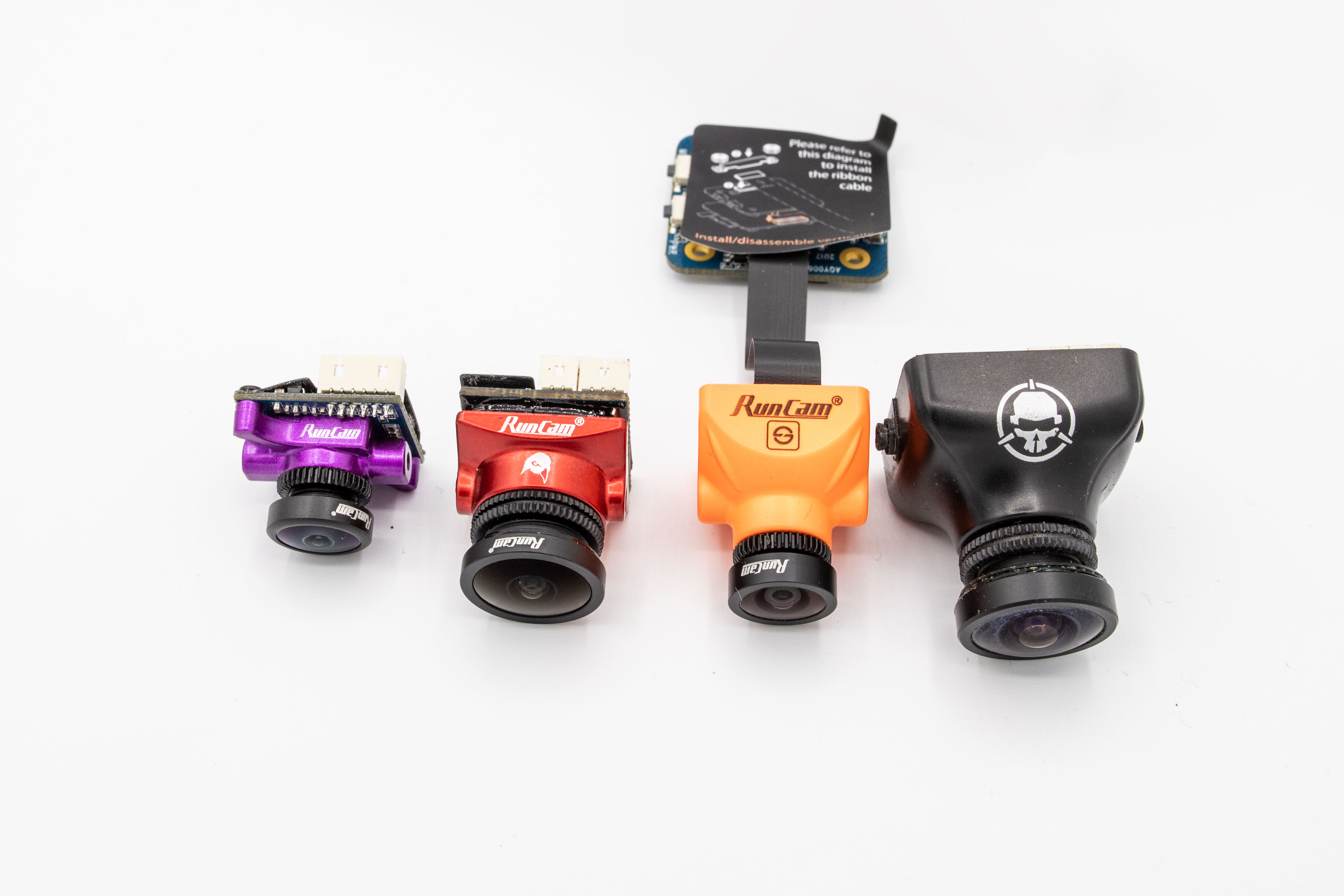
Moderne FPV-Kameras

- FPV-Kamera: Bei der Wahl der FPV-Kamera ist darauf zu achten, dass das Bild der Kamera mit den Lichtbedingungen gut zurechtkommt. Dies ist insbesondere bei Flugmodellen wichtig, da ein kurzzeitiger Verlust der Sicht bei großer Geschwindigkeit und Entfernung schnell zum Absturz des Modells führen kann. In der Praxis haben sich bestimmte Analogkameras aus dem Überwachungskamera-Bereich bewährt. Dabei eignen sich CCD-Kameras aufgrund ihres schnelleren Helligkeitsausgleichs besser für das FPV-Hobby als solche mit CMOS-Sensoren. Es werden aber kleine handelsübliche Videokameras genommen, die einen Liveout-Ausgang haben und gleichzeitig Videos aufnehmen und ein Livebild an den Funksender geben können.

- Videosender im Modell und Videoempfänger am Boden: Bei der Auswahl von Videosender und -empfänger ist auf die Reichweite der Übertragung des Videosignals zu achten, da sie den möglichen Entfernungsradius des Modells vom Piloten bestimmt. Die Übertragung erfolgt nach heutigem Stand der Technik fast immer analog. Die Reichweite von analogen Videosendern wird in Deutschland und Österreich durch die zugelassene Leistung von 10 mW für 2,4-GHz-Anlagen und 25 mW für 5,8-GHz-Anlagen[1] begrenzt. Genauso maßgeblich wie die Funkreichweite ist die Wahl der Antennen. Richtantennen können die Reichweite signifikant vergrößern.

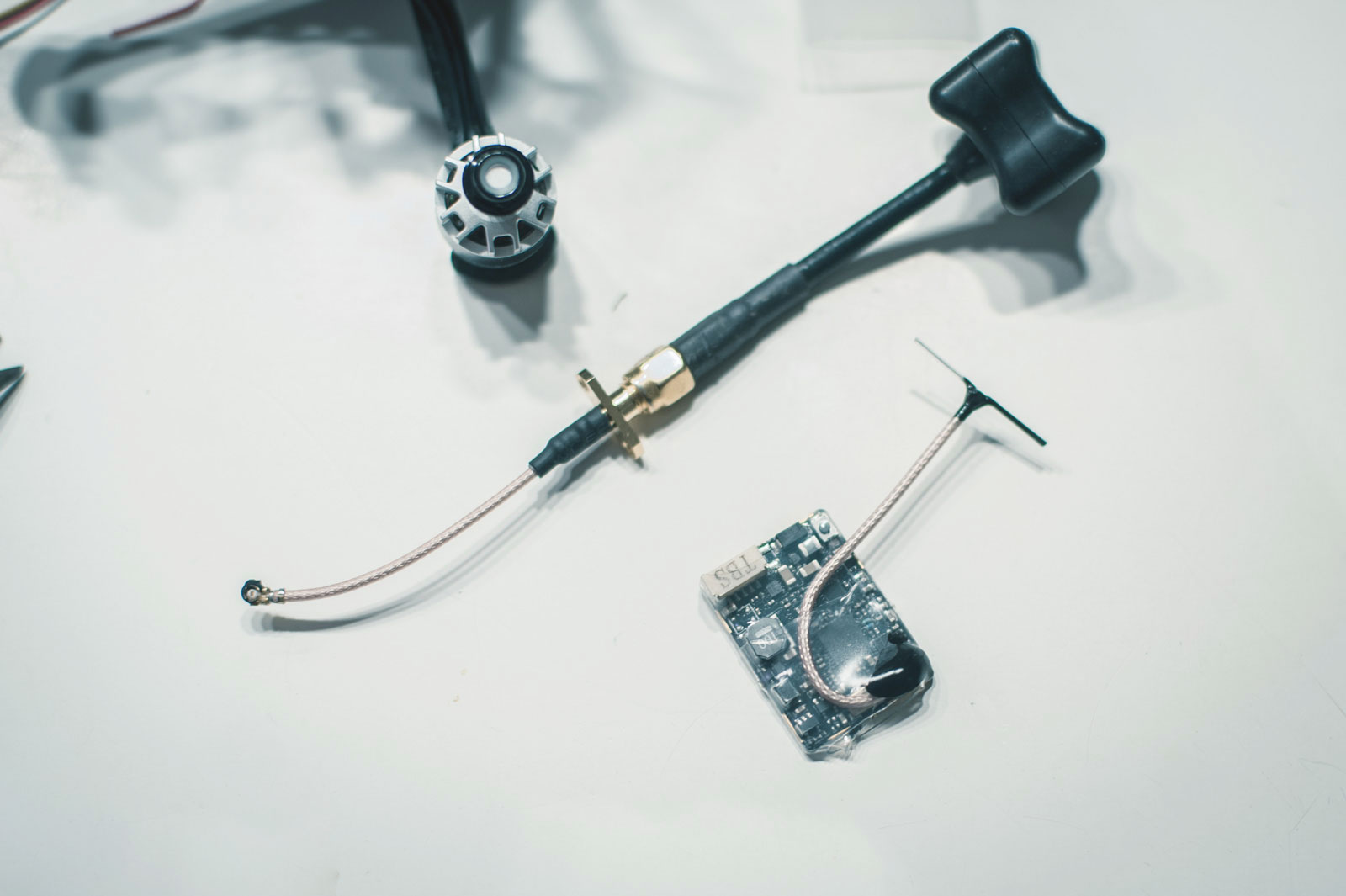
FPV-Antennen

- FPV-Antennen Antenne: Durch die Leistungsbegrenzung des Senders kann die Reichweite nur durch die Wahl der optimalen Antenne erweitert werden. Für Autos, Schiffe und Multicopter können linear polarisierte Antennen verwendet werden. Bei Flugzeugen werden das Modell und die Bodenstation besser mit zirkular polarisierten Antennen ausgestattet. Dadurch kann das Flugzeug Loopings und Rollen fliegen, ohne dass das Funksignal schwächer wird. Lineare Antennen müssen immer parallel zueinander ausgerichtet sein, da sonst das Signal erheblich gedämpft wird. Außerdem entfällt bei den zirkularen Antennen das Problem des Multipathing (Reflexionen des Signals und deren unterschiedliche Ausbreitungszeiten, was zu stark verkürzten Reichweiten führt).

- Bildschirm (z. B. Notebook oder Videobrille): Wichtig bei Bildschirmen ist eine geringe Latenz (besonders bei Notebooks problematisch) und eine hohe Toleranz gegen Rauschen (kein Bluescreen). Es empfiehlt sich jedoch eine Videobrille.

Optionale Komponenten sind:
- Schwenk/Neigetechnik für die Kamera
- Headtracker: Optional kann man einen Headtracker (dt. Kopfnachführung) verwenden. Dieser registriert die Bewegungen des Kopfes und führt die Kamera mit Hilfe von Servos (Schwenk-/Neigetechnik) im Modell nach. Schaut der Pilot am Boden stehend nach links, so schwenkt die Kamera des Modells ebenfalls nach links. Das FPV-Erlebnis wird hierdurch noch realistischer.

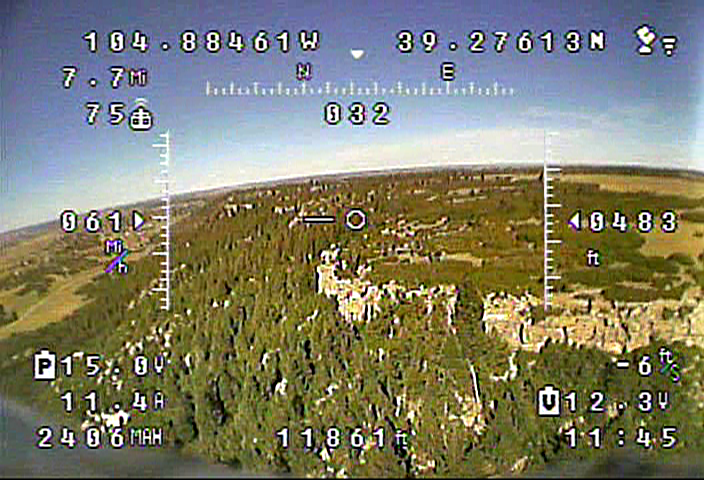
Analoges FPV-Videobild mit OSD

- On-Screen-Display: Durch den Einbau zusätzlicher Sensoren und GPS-Empfänger können Höhe, Entfernung zum Piloten, Geschwindigkeit, Akkuspannung, künstlicher Horizont sowie die Richtung zum Piloten durch OSD (On-Screen-Display) im übertragenen Bild eingeblendet werden. Diese Daten sind eine wichtige Unterstützung beim Steuern des Modells, da durch die begrenzte Sicht eine Orientierung erschwert ist und mangels räumlicher Perspektive die Einschätzung von Höhe und Entfernung schwierig ist. Ferner kann sich der Pilot nur wenig auf seine Erfahrung bei der Orientierung verlassen, da er die räumliche Umgebung aus einer völlig neuen Perspektive wahrnimmt.
- Telemetrie: Neben der Anzeige im OSD besteht bei modernen hochwertigen Funkfernsteuerungen die Möglichkeit, wichtige Messdaten wie Akkuspannung, Flughöhe uvm. über einen Rückkanal auf dem Display der Fernsteuerung anzuzeigen. Durch die Vorgabe von Mindestwerten (z. B. Akkuspannung) kann ein Alarm ausgelöst werden, der den Piloten über die Restkapazität des Akkus informiert, damit bei einem Flugmodell die Landung vor einem drohenden Absturz vorgenommen werden kann. Die Verwendung von Telemetrie ist mit diversen Systemen möglich, z. T. sogar unter Einbeziehung von Smartphones und eigens dafür entwickelten Apps, die sogar die Flugstrecke aufzeichnen und anschließend auf einer Karte anzeigen können.
- Stabilisierungssysteme auf Gyroskop-Basis bei Flugmodellen. Diese werden am häufigsten dafür eingesetzt, das Flugzeug für die ruhigere Aufzeichnung von Luftaufnahmen zu stabilisieren.
- Return-to-Home: Mittlerweile ist in einigen dieser Systeme eine Return-to-Home-Funktion eingebaut, die ein Flugzeug, beispielsweise im Falle eines Problems, automatisch zum vorher festgelegten Startplatz zurückfliegt.
- Antennen Tracker: Zur Nachführung von Richtantennen kann ein Antennen-Tracking System eingesetzt werden, das die Richtantenne dem Modell nachführt und somit dem FPV-Piloten einen größeren Aktionsradius bietet. Hierzu werden die vom Flugzeug zurückgesendeten Positionsdaten ausgewertet und die Antenne über einen Schrittmotor entsprechend auf das Flugzeug ausgerichtet.

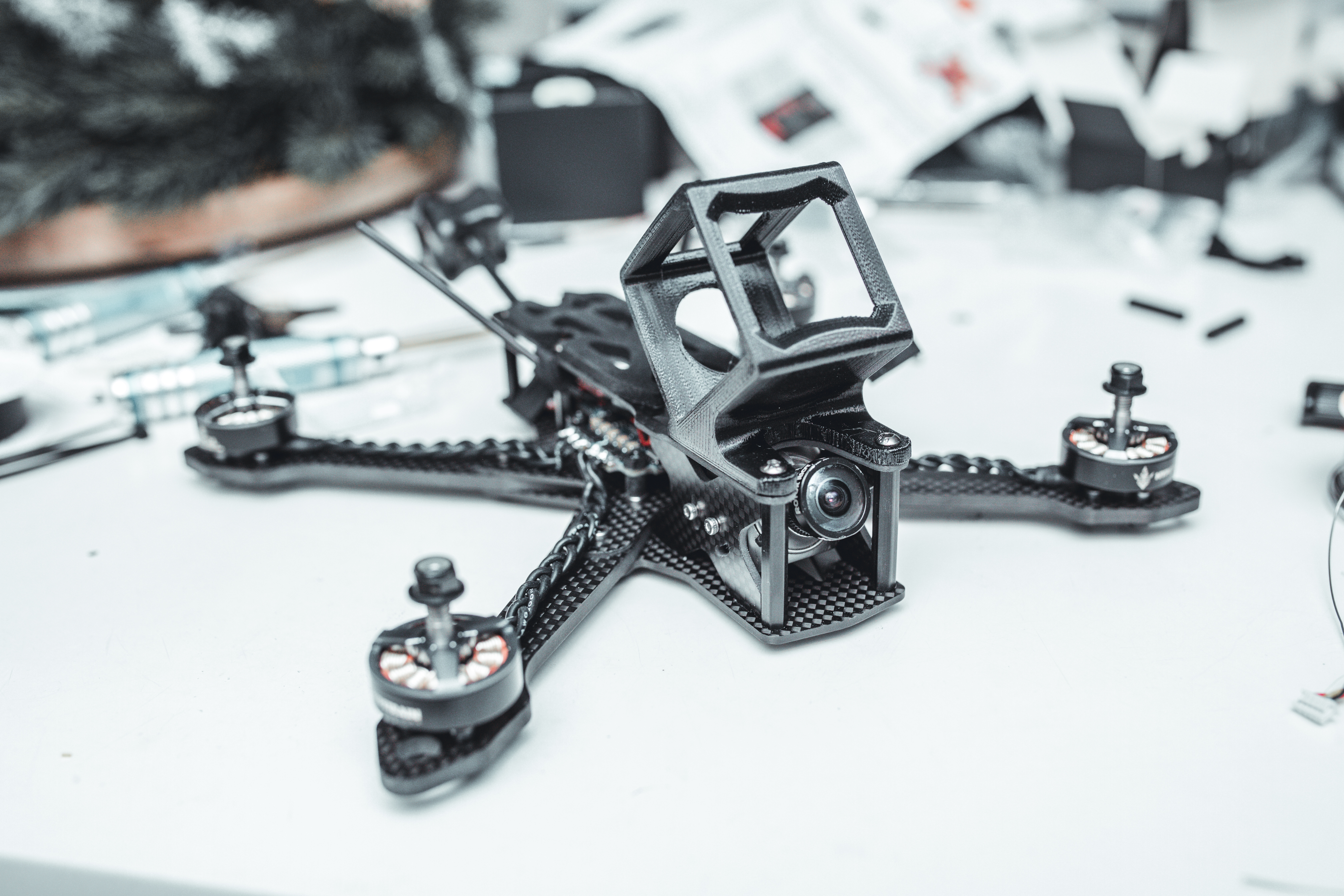
Quadrocopter mit FPV-Ausstattung

## FPV-Frequenzen
- 1,3-GHz-Band: 1080, 1120, 1160, 1200 MHz
- 2,4-GHz-Band: 2370, 2390, 2410, 2430, 2450, 2470, 2490, 2510 MHz
- 3,3-GHz-Band: 3310, 3320, 3330, 3345, 3355, 3370, 3380, 3395, 3405, 3420, 3430, 3445, 3455, 3470, 3480, 3495 MHz

| Band | Pitch  | Kanal 1 | Kanal 2 | Kanal 3 | Kanal 4 | Kanal 5 | Kanal 6 | Kanal 7 | Kanal 8 |
| ---- | ------ | ------- | ------- | ------- | ------- | ------- | ------- | ------- | ------- |
| A    | 20 MHz | 5865    | 5845    | 5825    | 5805    | 5785    | 5765    | 5745    | 5725    |
| B    | 19 MHz | 5733    | 5752    | 5771    | 5790    | 5809    | 5828    | 5847    | 5866    |
| E    | 20 MHz | 5705    | 5685    | 5665    | 5645    | 5885    | 5905    | 5925    | 5945    |
| F    | 20 MHz | 5740    | 5760    | 5780    | 5800    | 5820    | 5840    | 5860    | 5880    |
| H    | 40 MHz | 5653    | 5693    | 5733    | 5773    | 5813    | 5853    | 5893    | 5933    |
| L    | 37 MHz | 5333    | 5373    | 5413    | 5453    | 5493    | 5533    | 5573    | 5613    |
| R    | 37 MHz | 5658    | 5695    | 5732    | 5769    | 5806    | 5843    | 5880    | 5917    |

Diese Frequenzangaben sind laut Herstellerangaben für den internationalen Einsatz. Der Videosender erzeugt in der Regel 25 mW. Es gibt aber auch Verstärker bis zu 2,5 Watt. In Deutschland sind die 1,3- und 3,3-GHz-Bänder überhaupt nicht zulässig. Die in Deutschland legalen Frequenzen sind begrenzt auf 2400–2483 MHz sowie 5725–5875 MHz, in der Tabelle fett markiert. Pitch ist in diesem Fall die Frequenzänderung innerhalb eines Bandes von Kanal zu Kanal. Die maximale Sendeleistung liegt auf 2,4 GHz bei 10 mW und auf 5,8 GHz bei 25 mW.

## Militärische Nutzung

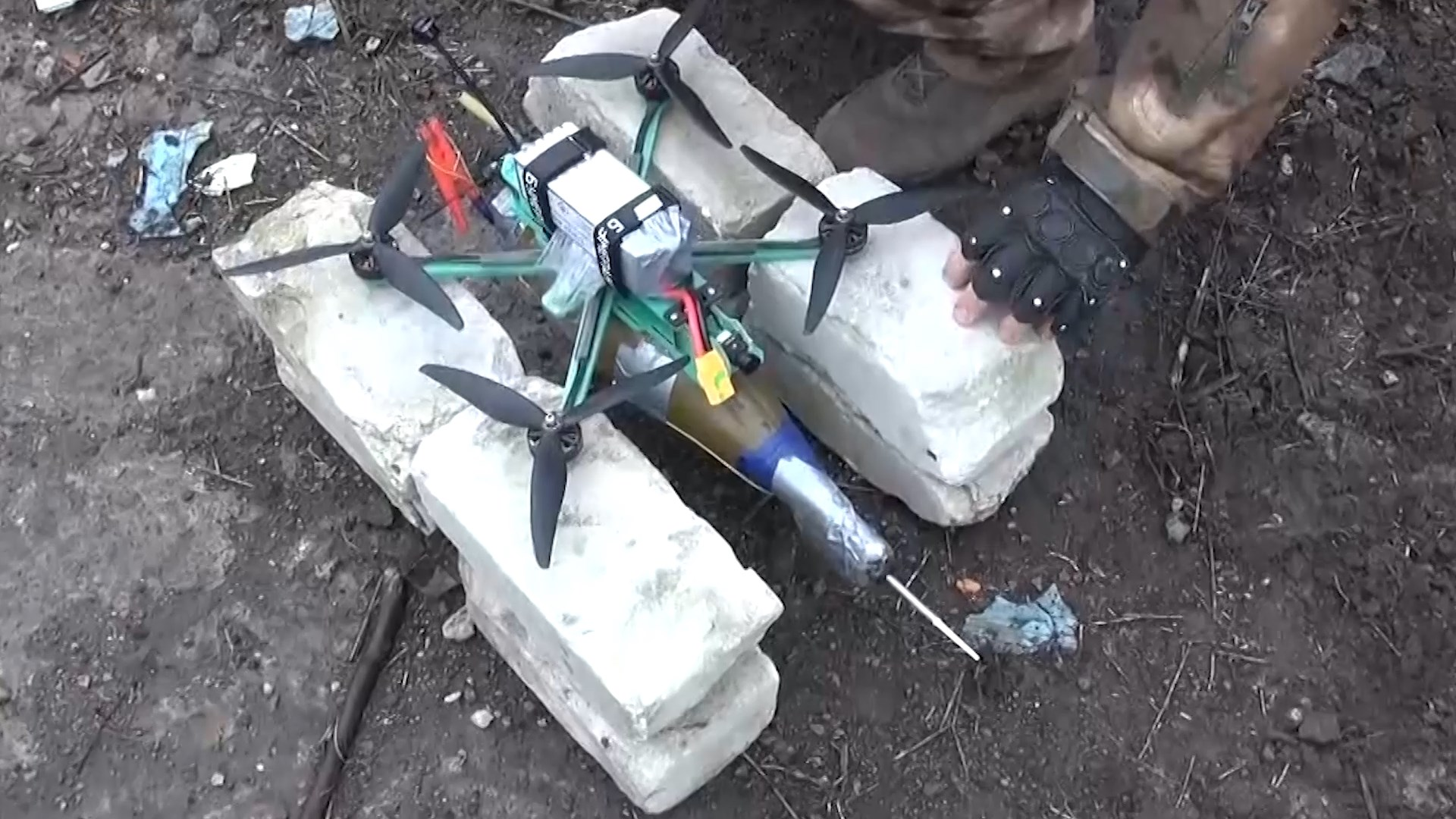
Eine mit einer Artilleriegranate bewaffnete FPV-Drohne einer russischen Einheit

Im Russisch-Ukrainischen Krieg seit der Russischen Invasion von 2022 in die Ukraine setzen beide Kriegsparteien FPV-Drohnen, oft mit Sprengstoff bewaffnet, als Kamikaze-Drohnen ein. Anfangs wurden sie vor allem von der Ukraine, später aber auch von Russland eingesetzt. Es gibt unterschiedliche Gefechtsköpfe, z. B. Schrapnell-Köpfe, die hauptsächlich gegen Infanterie eingesetzt werden, oder Hohlladungsgeschosse, die gegen gepanzerte Fahrzeuge genutzt werden. Beide Seiten bekämpfen zudem die FPV-Drohnen mit Elektronischer Kampfführung in Form von auf gepanzerten Fahrzeugen befestigten Störsendern. Bei Angriffen auf Stellungen und Infanterie kommen zur Abwehr Schrotflinten zum Einsatz.

## Rechtliches

### Deutschland
Mit der Novelle der Luftverkehrsordnung vom 30. März 2017 ist der Betrieb von unbemannten Luftfahrtgeräten mit Hilfe einer Videobrille oder eines anderen visuellen Ausgabegerätes erstmal explizit in § 21b geregelt worden. Danach ist ein FPV-Flug generell zulässig und wird nicht als außerhalb der Sichtweite des Steuerers gewertet. Bis zu einer Startmasse von 250 g darf eine Flughöhe von 30 m nicht überschritten werden. Bei einer Masse über 250 g muss zusätzlich eine weitere Person das Fluggerät ständig in Sichtweite haben und den Luftraum beobachten, so dass der Steuerer auf unmittelbar auftretende Gefahren hingewiesen werden kann.

### USA
Erste Beschränkungen für den Einsatz wurden im Juni 2014 von der Federal Aviation Administration mit einer Richtlinie erlassen. Flugfähige Modelle für die private Freizeitgestaltung müssen demnach unter 25 kg wiegen und während der Benutzung, ohne die Verwendung von Hilfsmitteln, für den Piloten sichtbar sein. Eine Steuerung durch „First Person View“ ist so stark eingeschränkt, weil die Behörde das Sichtfeld des Piloten für zu begrenzt hält und das Unfallrisiko entsprechend erhöht einstuft.

### Schweiz
Die Schweiz orientiert sich ab Mitte 2020 an den EU-Richtlinien zum Fliegen von Drohnen. Das Fliegen mit einer Videobrille ist nur gestattet, wenn jemand mit direktem Sichtkontakt zur Drohne jederzeit eingreifen kann, so wie dies an den FPV-Drohnenrennen der Fall ist. Ansonsten braucht es eine Bewilligung durch das BAZL. Ohne direkten Sichtkontakt ist das Risiko gross, dass ich mit einem anderen Luftfahrzeug kollidieren könnte, dessen Pilot meine Drohne auch nicht sieht. Das Fliegen von Drohnen ausserhalb der Sichtweite ist ohne Bewilligung nicht erlaubt. Das BAZL regelt das Bewilligungsverfahren.